# Koechlin (elsässische Familie)
Die Elsässer Familie Koechlin (Aussprache ke'klɛ̃), hat seit dem 16. Jahrhundert immer wieder außergewöhnliche Persönlichkeiten hervorgebracht als Unternehmer, Wissenschaftler, Techniker und hohe französische Beamte.
Nach einem Zitat von La Fayette (1757–1834): „Un Koechlin par département, et la France est sauvée“ (Ein Koechlin pro Département, und Frankreich ist gerettet).

## Historische Persönlichkeiten
Erster Nachweis der Familie ist ein Hartmann Koechlin, geboren ca. 1595, der aus der Schweiz nach Mülhausen (Elsass) ausgewandert und ebendort im April 1659 gestorben war. Mülhausen gehörte damals nicht zu Frankreich, sondern war eine freie Reichsstadt, die mit der Eidgenossenschaft verbündet war. 
Samuel Koechlin (1719–1776) gründete mit anderen 1746 die Textilfirma DMC (Dollfus-Mieg et Compagnie) in Mülhausen. Samuel Köchlin hatte zwölf Söhne und fünf Töchter. Jean Köchlin (1746–1836) war sein ältester Sohn, Nikolaus Köchlin (1781–1852) einer von Samuels weiteren Söhnen.

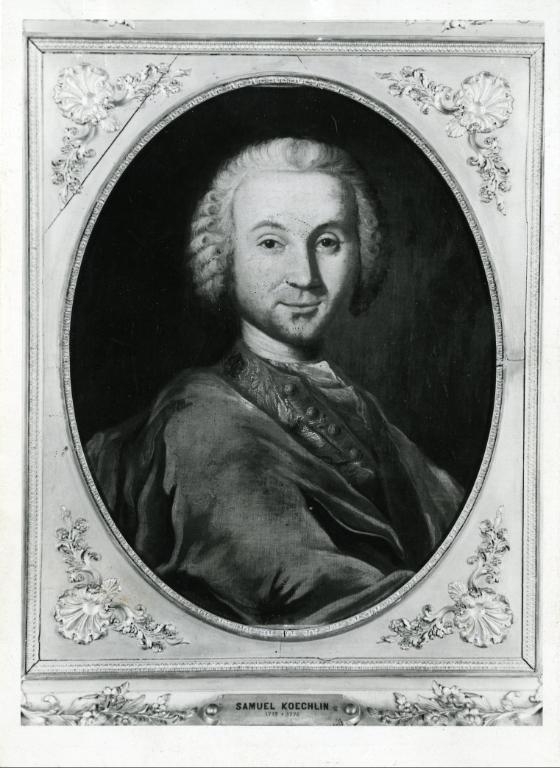
Koechlin, Samuel

Jean Köchlin (1746–1836), ältester Sohn von Samuel Köchlin, betrieb zunächst mit zweien seiner Brüder, Josua und Hartmann, eine Textilmanufaktur. 1781 gründete er mit einem seiner Schwäger eine höhere Handelsschule in Mülhausen, die „Académie préparatoire au commerce“. Sie war die erste Einrichtung dieser Art auf dem europäischen Kontinent – die Handelsakademie von Lübeck wurde erst 1793 gegründet. 1787 wurde Jean Köchlin Direktor der Textilfabrik „Senn, Bidermann und Comp., Manufacture privilegiée du roi“, in Wesserling. Später gründete er eine neue Fabrik für Indiennes in Bosserville bei Nancy. Im März 1802 kehrte er nach Mülhausen zurück und trat als Gesellschafter in das Haus „Nicolaus Köchlin et frères“ ein. Er hatte elf Söhne, darunter Nikolaus (1781–1852) und Daniel (1785–1871).
Nikolaus Koechlin (1781–1852) gründete mehrere Textilfabriken. Die Firma Nicolaus Koechlin & Brüder beschäftigte zur Zeit ihrer Blüte nach 1820 über 5000 Arbeiter; sie hatte Filialen in mehreren französischen Städten und eigene Niederlagen an den Haupthandelsplätzen Europas, Amerikas und des Orients. Die Firma Koechlin war auch unter den Gründern der ersten Fachhochschule für Chemie in Mülhausen am 1. März 1822. Die Textilindustriellen wollten die Färbekunst auf eine wissenschaftliche Grundlage stellen. Nikolaus Koechlin gründete 1834 den ersten Kindergarten in Mülhausen. Er erbaute zusammen mit anderen Industriellen auch die erste Arbeitersiedlung in Mülhausen. Er finanzierte zu großen Teilen die Bahnlinien Mülhausen-Than und Strasbourg-Basel aus eigenen Mitteln (1838–1841). 1820 kaufte Nicolaus Koechlin das verlassene Schloss in Hombourg (Haut-Rhin) und experimentierte mit dem Anbau von Maulbeerbäumen für die Seidenzucht sowie mit Zuckerrüben. Dies war der erste Versuch, im Elsass Zucker aus Rüben zu produzieren. Eine kleine Zuckerraffinerie begann 1829 mit der Produktion.

Daniel Koechlin (1785–1871), Sohn von Jean Köchlin (1746–1836), Enkel von Samuel Köchlin (1719–1776), wurde Chemiker und verbesserte zusammen mit dem Colmarer Fabrikanten und Chemiker Johann Michael Haußmann (1749–1824) den Färbeprozess in den Textilfabriken. Viele seiner Erfindungen stiftete er dem Gemeineigentum.

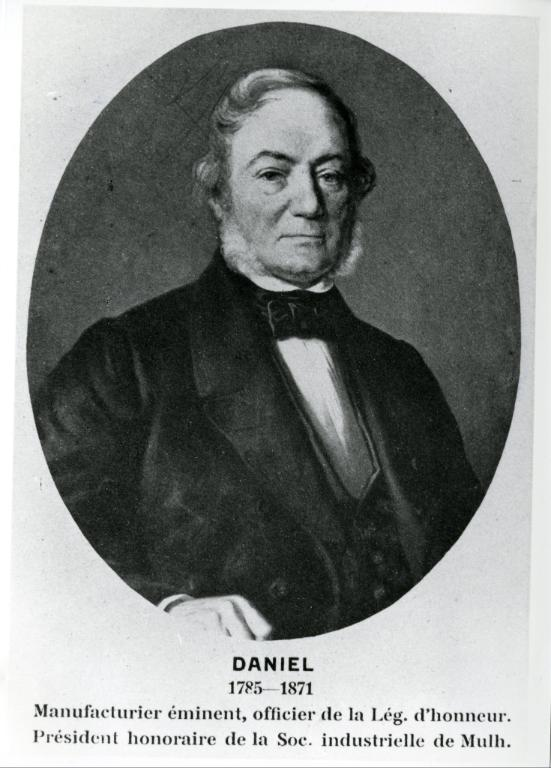
Koechlin-Schouch, Daniel

Andreas Koechlin, geboren 1789, gründete 1826 in Mülhausen die Eisen- und Maschinenfabrik André Koechlin & Cie, um Textilmaschinen zu bauen. 1872 fusionierte sie zur Elsässischen Maschinenbau-Gesellschaft in Strasbourg.
Joseph Koechlin-Schlumberger (1796–1863) machte zunächst in der Textilindustrie ein Vermögen, wurde dann Bürgermeister von Mülhausen und widmete sich der Geologie der Vogesen. Er veröffentlichte zusammen mit anderen Wissenschaftlern zwei Bände zu diesem Thema.

Jules Camille Daniel Koechlin (1845–1914) war ein Maler, der 1874 im Salon von Paris ausstellte. Sein Bruder Charles Koechlin (1867–1950) war ein Komponist mit beträchtlichem Einfluss auf moderne französische Komponisten.

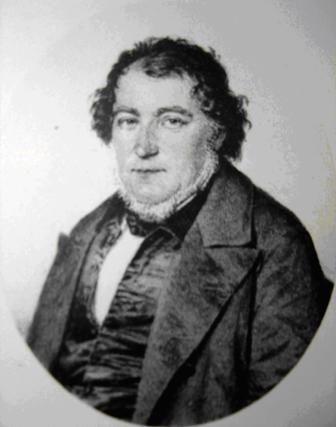
Joseph Koechlin-Schlumberger

Maurice Koechlin (1856–1946) entwarf die Konstruktionsidee für den Eiffelturm, René Koechlin (1866–1951) entwarf das Kraftwerk Kembs und den zugehörigen Rheinseitenkanal.

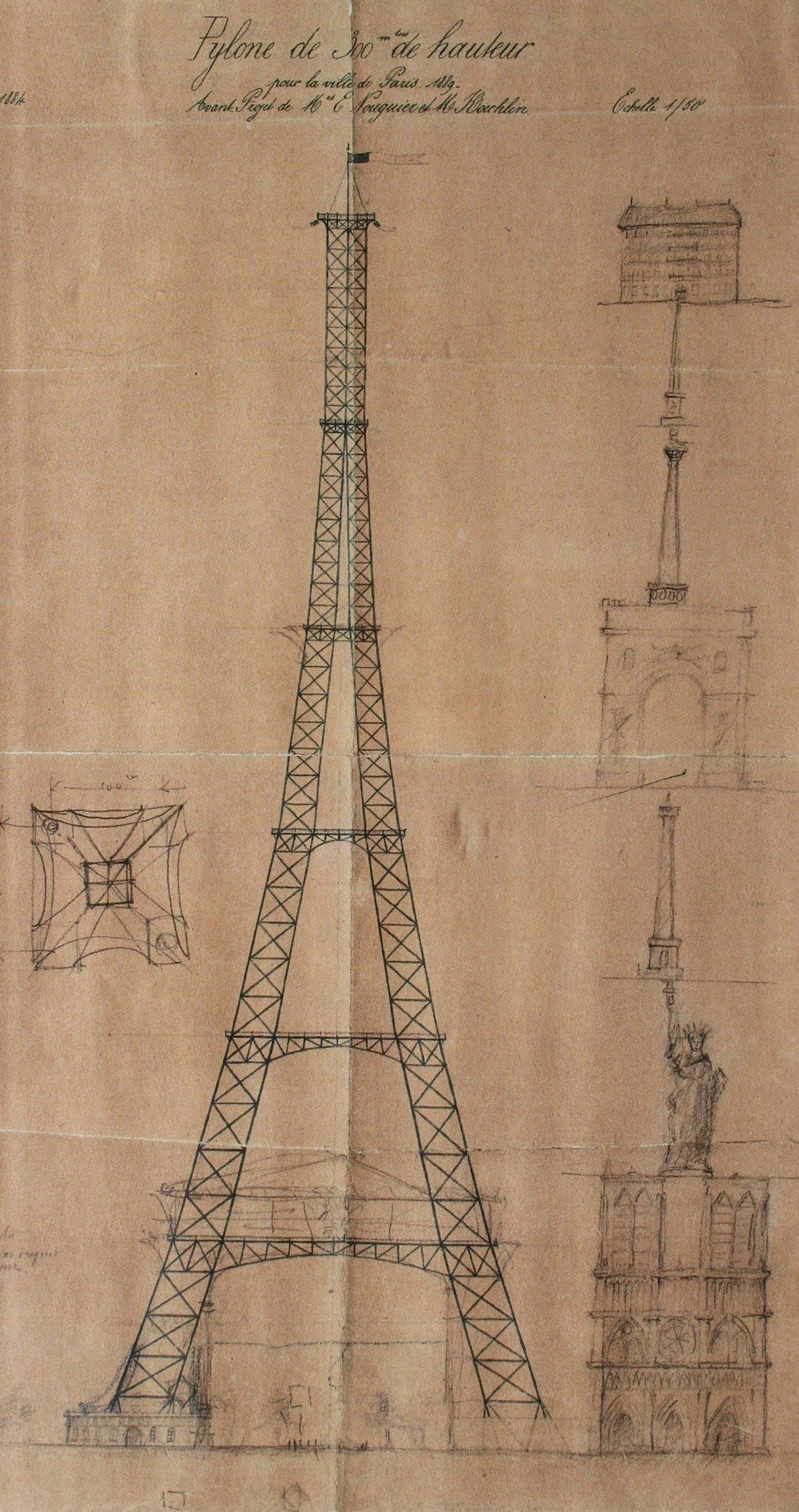
Eiffelturmskizze von Koechlin

Wasserkraftwerk Kembs

## 20. Jahrhundert

Ciba-Geigy Basel

Hartmann Koechlin, 1919 geboren, war Präsident der Universität Basel, sein Bruder Samuel (1925–1985) war ab 1972 Präsident der Firma Ciba-Geigy, seine Tochter Florianne Koechlin (* 1942) ist eine prominente Kritikerin der Gentechnik.
Pierre Koechlin, 1906 geboren, wurde nach dem Zweiten Weltkrieg Direktor der Électricité de France. François Koechlin, geboren 1936, arbeitet bei der französischen Atombehörde in der Forschung, Jean-Claude Koechlin, 1927 geboren, hatte dort eine leitende Management-Position inne.
2017 trafen sich 155 Angehörige der Familie Koechlin in Mülhausen und gründeten ein Museum über ihre Familiengeschichte.

## Gründe für den langanhaltenden Erfolg der Familie
Nachdem Max Webers Buch Die protestantische Ethik und der Geist des Kapitalismus (1904) erschienen war, nahm man an, dass die protestantische Religion der Koechlins die Ursache für den Erfolg der Familie sei. Die moderne Soziologie sieht dies etwas anders, nach ihr ist der Protestantismus nicht die Ursache des Erfolgs, aber er ist dafür hilfreich. Zusätzlich stärkt die Sorge um das Gemeinwohl die Gesellschaft und damit auch die herrschende Klasse.
Wichtig war auch die gute Ausbildung der Kinder. Die Koechlins schickten, wie die meisten reichen Mühlhauser Familien, ihre Kinder oft in Internate in der Schweiz, wo unter dem Einfluss von Johann Heinrich Pestalozzi die moderne Pädagogik entstanden war. Danach wurden die Kinder zu befreundeten Industriellen oder Händlern in die Lehre geschickt, oft ins Ausland. Der Kinderreichtum der Familien hat auch zu deren Langlebigkeit beigetragen; so hatte Andreas Koechlin 13 Geschwister.

## Straßen, die nach der Familie benannt sind
- Belfort, Georges Koechlin (1854–1904), Industrieller
- Haguenau, Maurice Koechlin (1856–1946), Ingenieur
- Mulhouse, Familie Koechlin
- Villeurbanne, Camille Koechlin (1826–1912), Chemiker
- Munster, Familie Koechlin
- Mulhouse, Gabrielle Koechlin (1876–1964), Wohltäterin
- Paris, Rue Maurice Koechlin et Emile Nouguier, Gang auf dem Tour Eiffel
- Blotzheim, Nicolas Koechlin (1781–1852), Industrieller
- Thaon-les-Vosges, Horace Koechlin (1839–1898), Chemiker
- Saint-Adresse, Ferdinand Koechlin (1786–1854), Industrieller
- Gerstheim, Renée Koechlin (1866–1951), Ingenieur
- Aspach-Michelbach, Nicolas Koechlin (1781–1852), Industrieller
- Algier (Algerien), Familie Koechlin, zur französischen Kolonialzeit